# Dance with the One That Brought You
«Dance with the One That Brought You» — другий сингл першого студійного альбому канадської кантрі-співачки Шанаї Твейн — «Shania Twain» (1993). У США і Канаді пісня вийшла на радіо у травні 1993 та у фізичному вигляді 13 липня 1993. Пісня написана Семом Гогіном та Гретчен Пітерс; спродюсована Гарольдом Шеддом і Норро Вілсоном. Музичне відео зрежисерував Шон Пенн; прем'єра музичного відео відбулась 24 травня 1993.

## Музичне відео
Музичне відео зрежисерував Шон Пенн. Зйомки проходили в Лос-Анджелесі 2 травня 1993. Прем'єра музичного відео відбулась 24 травня 1993.

## Список пісень
Грамофонна платівка / Аудіокасета
1. Dance With The One Who Brought You — 2:23
2. When He Leaves You — 4:21

## Чарти
Пісня «Dance with the One That Brought You» дебютувала на 70 місце чарту Billboard Hot Country Songs на тижні від 3 липня 1993. Сингл провів на чарті 11 тижнів і на тижні від 21 серпня досяг 55 місця, де провів один тиждень.
На тижні від 17 липня 1993 пісня дебютувала на 94 місце канадського чарту RPM Country Singles.  Згодом вона досягла 77 місця.
| Чарт (1993)                                 | Місце |
| ------------------------------------------- | ----- |
| Canada Country Singles                      | 77    |
| U.S. Billboard Hot Country Singles & Tracks | 55    |